# Reformas de los Gracos
Las Reformas de los Graco fueron una serie de reformas legislativas producidas en la República Romana entre el 133 a. C. al 123 a. C. por los hermanos Tiberio Sempronio Graco y Cayo Sempronio Graco, de la familia de los Gracos. Eran hijos del general y estadista Tiberio Sempronio Graco y de Cornelia, de la familia de los Escipiones. Durante este período, ambos hermanos obtuvieron el cargo de tribuno de la plebe, desde cuya magistratura pudieron elaborar y proponer una serie  de leyes que iban a favorecer a:
- La plebe urbana, mediante la distribución de tierras, la creación de colonias y la aprobación de leyes frumentarias.
- Los itálicos que no tenían la ciudadanía romana, mediante la extensión de la ciudadanía a todos los ciudadanos latinos e itálicos.
- Los caballeros (orden ecuestre), otorgándoles el derecho a formar parte de los tribunales que juzgaban los delitos o abusos de los magistrados romanos contra los habitantes de las provincias.

Las leyes iban en detrimento de la clase aristocrática, los llamados optimates (palabra que significa «bueno entre los buenos»), que constituían la mayoría del Senado. Así pues se organizaron dos partidos con intereses económicos y políticos distintos. Cabe decir que no eran partidos políticos en el sentido moderno de la palabra, ya que sus integrantes no tenían filiación unos con otros y los miembros tenían perfiles muy distintos.

## El estado de la agricultura antes de los Gracos
La Italia rústica de los agricultores directos (aquellos medianos y pequeños propietarios que en su día proporcionaron los mejores soldados para derrotar a Aníbal Barca) estaba llegando a la ruina porque venía al mercado trigo de las posesiones en el extranjero: Sicilia, Cerdeña, Hispania y África. Este trigo se vendía a precios muy bajos con los que era muy arduo competir, lo que hacía la mayoría de ellos era vender sus fincas.
Existía todavía en tiempos de los Gracos una ley promulgada en el año 220 a. C. que prohibía a los senadores el uso del comercio como negocio, por lo tanto todo el dinero que estos pudieran acumular lo venían invirtiendo en la agricultura, en aquellas fincas detalladas en el párrafo anterior, cuyos propietarios no podían competir con los precios del grano que llegaba de fuera. Los senadores ricos compraban más de una finca y sumadas todas ellas se iban convirtiendo en propiedades de latifundios.
Por otro lado, existían otras tierras de labranza que en su origen habían pertenecido a agricultores enemigos de Roma. Roma las había confiscado y después se las había concedido a especuladores con los que estaba en deuda porque en alguna ocasión habían prestado dinero al Estado. Con esta concesión el Estado les podía pagar. Eran las parcelas llamadas ager publicus, adquiridas por derecho de conquista o por expropiación como represalia o castigo.
Así pues los senadores y los especuladores se iban adueñando de las tierras agrícolas de Italia. Pero ni los unos ni los otros eran campesinos, no les gustaba vivir en el campo sino en la ciudad, por lo tanto esos latifundios adquiridos los daban en arriendo a un administrador que, ayudado por esclavos, trataba de sacar el máximo rendimiento al suelo, para sí mismo y para el dueño del terreno.

## Crisis social antes de los Gracos
La sociedad romana estaba acostumbrada a los pequeños y libres cultivadores que vendían los productos y generaban riqueza. Sin embargo, al ir desapareciendo estos, la sociedad empezó a confiar y a apoyarse cada vez más en los saqueos del exterior (los saqueos en las batallas, que proporcionaban fortuna) y en los esclavos del interior, que iban llegando a Roma en gran número (los traían las legiones) y que se ocupaban de toda clase de trabajo y de manera gratuita, tanto en la ciudad como en el campo. El proletariado se iba corrompiendo poco a poco con la mediación del ocio y la retribución de subsidios.
Este era el estado de cosas tanto en el sector agrario como en el sector social de Roma en el año 133 a. C. cuando Tiberio Graco fue elegido tribuno de la plebe.

## Ley Sempronia
Conocida también como rogatio Sempronia, fue propuesta en el año 133 a. C. por Tiberio Sempronio Graco. Fue una ley especialmente pensada para imponer una reforma agraria. La ley de reparto de tierras o Ley Sempronia estuvo bastante tiempo en vigor y permitió que la pequeña propiedad campesina se recuperara en Italia y que aumentara la población capaz de servir en el Ejército. Uno de los puntos de esta ley estaba referido al ager publicus:
- Para llevar a cabo todos los puntos de la nueva ley se constituyó un colegio de triunviros elegido por el pueblo que se encargaría de repartir los lotes de tierras y de recuperar las propiedades privadas adquiridas ilegalmente.
- Las parcelas que habían llegado a ser latifundios serían devueltas al Estado y se convertirían después en propiedades privadas y sus nuevos dueños tendrían la obligación de emplear en ellas a hombres libres. El Estado pagaría el mismo precio en que las arrendó, más un aumento en caso de que hubiese mejoras.
- Una vez devueltas las parcelas al Estado, se distribuirían entre los campesinos más pobres y necesitados en parcelas de 5 o 6 hectáreas cada una con la condición de no poderlas vender y de pagar un pequeño impuesto por ellas.
- Ningún ciudadano tendría como posesión más de 124 hectáreas de agro público. Pero si el ciudadano tenía dos o más hijos, se podía llegar hasta las 250 hectáreas.

La reforma incluía además el otorgar el derecho de ciudadanía a los italicos. Incluía además una serie de cambios para que el orden de los caballeros tuviera acceso a los tribunales.

## Reformas de Cayo Sempronio Graco
Gayo Sempronio Graco era hermano menor de Tiberio Sempronio Graco. En el año 123 a. C. fue elegido, al igual que su hermano, tribuno de la plebe. Gayo llevó adelante y con buena mano la aplicación de las leyes que su hermano había propuesto. Volvió a lanzar la reforma agraria e hizo en ella algunas variaciones. Estas son las reformas que llegó a hacer y que fueron aprobadas:
- Las restituciones del ager publicus se dejaron de lado y en su lugar se verificó un nuevo reparto de tierras con la fundación al mismo tiempo de colonias en Italia y en Cartago. Esto fue una novedad difícil de entender y de aceptar para la clase senatorial puesto que nunca antes Roma había fundado colonias fuera del territorio itálico. La colonia de Cartago se creó con la Ley Rubria que fue abolida en el 121 a. C., creando así una situación difícil y confusa para los colonos. Años después Julio César reemprendería la colonización.
- Prometió a los soldados que estarían equipados a expensas del Estado (antes se tenían que pagar ellos mismos sus pertrechos e incluso aportar las armas). Aprobó leyes para mejorar el servicio militar y para construir nuevas carreteras que favorecieran la marcha de los soldados en campaña.
- Puso en marcha una nueva ley: la Ley Annona (Annona era la diosa de la recolección). Fue una novedad en Roma, aunque era muy conocido este sistema entre los griegos. Esta ley fijaba un precio para el trigo, estableciendo una cantidad de trigo por mes (43,5 litros) y con un importe reducido para los ciudadanos romanos más pobres. La ley fue una medida muy acertada. Años más tarde el general Cayo Mario la llevaría a cabo con gran éxito lo mismo que el propio Julio César.
- Abolió la Ley Calpurnia del 149 a. C. con lo que rompió el monopolio del Senado en los asuntos de los tribunales e introdujo al mismo tiempo la paridad de estos con los caballeros.

Cayo Sempronio Graco cometió el gran error de pretender el tercer mandato consecutivo como tribuno de la plebe. Esta pretensión fue lo que colmó la paciencia del Senado que se puso en su contra. El Senado actuó con la estrategia de aconsejar al otro tribuno de la plebe, Livio Druso, que se opusiera, otorgando además su apoyo mediante un senadoconsulto último (es decir, en caso de gran peligro, el Senado daba plenos poderes a los cónsules). Se desencadenaron las revueltas y hubo una gran matanza. Murieron más de 300 partidarios de Gayo Graco y él mismo se suicidó (o mandó a uno de sus esclavos que le diera muerte) en el bosque Furrina, en las laderas del monte Janículo de Roma.
El programa de nuevas leyes de los hermanos Gracos era en sí mismo bueno para Roma y para su evolución en la historia. Fracasó a causa de la reacción aristocrática que actuó con brutalidad al ver sus privilegios amenazados. La plebe urbana tenía sus intereses que eran muy distintos de los de la plebe rural y se contraponían en varios puntos. Ambas eran a su vez enemigas de los caballeros a quienes consideraban más cerca de la oligarquía senatorial que de ellas.